# Mark Bingham
Mark Kendall Bingham (Phoenix, 22 de maio de 1970 — Município de Stonycreek, 11 de setembro de 2001) foi uma vítima dos ataques de 11 de setembro de 2001 como passageiro do Voo United Airlines 93.

## Biografia
Filho de Alice Hoagland, uma hospedeira de bordo e mãe solteira, que o criou em Miami e desde 1983, em San Diego. Desde o secundário Bingham se destacou como jogador de rugby, servindo como oitavo e foi titular do São Francisco Fog RFC.
Com a idade de 21 anos tornou pública a sua homossexualidade e foi um empresário de Relações públicas.

## 11 de setembro de 2001
Bingham tinha intenções de assistir ao casamento do seu melhor amigo, do que seria padrinho. Levantou-se tarde e perdeu o seu voo para San Francisco. Assim abordou o próximo voo para aquela cidade às 7:40; o voo 93 da United Airlines.
Durante o sequestro comandado por Ziad Jarrah, Bingham chamou a sua mãe, e informou-o da situação. A mãe de Bingham, que estava observando pela televisão as notícias sobre o ataque suicida contra o World Trade Center, percebeu as intenções dos sequestradores do voo de seu filho e, assim, ela lhe aconselhou que fizesse algo para ajudá-lo.
Mark Bingham foi um dos líderes da guerra contra os terroristas da Al-Qaeda.

## Legado
Atualmente Bingham é citado como um exemplo de coragem em seu país, e como um orgulho da comunidade homossexual e do rugby americano.
- Seis dias depois do atentado, os senadores Barbara Boxer e John McCain, destacaram-se a coragem de Bingham durante uma cerimônia na Baía de San Francisco.
- Em 2002 foi-lhe atribuído o Prémio Arthur Ashe.
- Seu nome encontra-se no National September 11 Memorial & Museum e no Memorial Nacional do Voo 93.